# Liste der Listen von Filmen
Diese Liste enthält Listen zu Filmen. Sie ist nach Themenbereichen geordnet und nicht vollständig.

## Bedeutende Filme
Allgemein
- Liste der erfolgreichsten Filme
- Liste der erfolgreichsten Filme nach Einspielergebnis
- Liste der erfolgreichsten Filme nach Zuschauerzahlen
- Die Top 250 Filme auf IMDb
- Time-Auswahl der besten 100 Filme von 1923 bis 2005
- 1001 Movies You Must See Before You Die
- Oscar/Alle Filme
- BBC Culture’s 100 Greatest Films of the 21st Century
- American Film Institute
- Liste der im National Film Registry verzeichneten Filme
- Filmliste des Vatikans
- Filmkanon

Regional
- Liste bedeutender deutscher Filme
- Prix du Syndicat Français de la Critique/Bester französischer Film
- Liste der erfolgreichsten portugiesischen Filme
- Liste der 100 besten Filme in der Geschichte des ukrainischen Kinos
- Liste erfolgreicher Filme in den Vereinigten Staaten

Weitere
- Liste der erfolgreichsten Agentenfilme
- Liste der erfolgreichsten Filmreihen
- Liste der erfolgreichsten Horrorfilme
- Liste der erfolgreichsten Superheldenfilme
- Liste der erfolgreichsten Videospielverfilmungen
- Liste der erfolgreichsten Wiederveröffentlichungen von Filmen

## Themenbereiche

### Lebensformen
- Liste von Filmen mit homosexuellem Inhalt
- Liste von Filmen mit Bezug auf Transgender-Themen
- Liste von Filmen mit Bezug zu Gehörlosigkeit
- Liste von Filmen mit Bezug zu Skinheads
- Liste von Rockerfilmen

### Aktuelle gesellschaftliche Themen
- Liste von Filmen zum Thema Bundeswehr
- Liste von Filmen über Drogenkartelle
- Liste globalisierungskritischer Filme
- Liste von Mafiafilmen
- Liste von Filmen mit ökologischen Themen

- Liste von Filmen zum Thema Todesstrafe
- Liste politischer Dokumentarfilme
- Liste von Skandalfilmen

### Geschichte
Siehe auch Deutschland bis 1948
- Liste von geschichtsbezogenen Filmen und Serien
- Liste von Kriegsfilmen – Zweiter Weltkrieg
- Liste von Filmen zum Holocaust
- Liste von Filmen über den Völkermord in Ruanda
- Liste jiddischer Filme

### Musik
- Liste von Filmen und Serien mit Metal-Bezug
- Liste von Filmen über Rap

### Weitere Motive und Genres
Genres
Hier sind Genres aufgeführt, die den Charakter des gesamten Films maßgeblich prägen. Die Unterscheidung zum nächsten Abschnitt Weitere Motive ist fließend.
- Liste von Actionfilmen
- Batman-Adaptionen
- Liste von Filmen mit Bezug zu BDSM
- Liste von Bibelverfilmungen
- Liste von Blaxploitation-Filmen
- Liste von Cyberpunk-Filmen
- Liste dystopischer Filme
- Liste von Horrorfilmen
- Liste der erfolgreichsten Horrorfilme
- Liste von Karnevalsfilmen
- Liste von Kriegsfilmen
- Liste von Märchenfilmen
- Liste feministischer Pornofilme
- Liste von Porno-Parodien
- Liste von Science-Fiction-Filmen
- Science-Fiction-Filme der 2010er Jahre
- Science-Fiction-Filme der 2010er Jahre
- Science-Fiction-Filme der 2020er Jahre
- Liste von Science-Fiction-Serien
- Liste von Slasher-Filmen
- Liste von Splatterfilmen
- Liste von Superheldenfilmen
- Liste der erfolgreichsten Superheldenfilme
- Liste von Tanzfilmen
- Kategorie:Tierfilm
- Bekannte Tier- und Naturfilme
- Liste von Vampirfilmen und -serien
- Liste von Werwolffilmen und -serien

Weitere Motive
- Liste der erfolgreichsten Agentenfilme
- Liste von Dinosaurierfilmen
- Eisenbahn im Film
- Liste von Fußballfilmen
- Liste von Geisterfilmen
- Liste von Haifilmen
- Liste von Filmen mit Meerjungfrauen
- Liste von Filmen, in denen Schach vorkommt
- Liste von Serienmörderfilmen
- Liste von Wikinger-Filmen und -Serien
- Liste von Zeitreisefilmen
- Liste von Zirkusfilmen

## Technische Spezifika
- Liste von Animationsfilmen
- Liste von Filmen in CinemaScope (2,55:1)
- Liste von Comicverfilmungen
- Liste von Computeranimationsfilmen
- Liste von 3D-Filmen
- Kategorie:Dokumentarfilm
- Liste von Found-Footage-Filmen (Erzählmethode)
- Liste von Found-Footage-Filmen (Material-Aneignung)
- Kategorie:Kurzfilm
- Liste von Mondo-Filmen
- Liste von Monumentalfilmen
- Liste von Neuverfilmungen
- Kategorie:Schwarzweißfilm
- Liste von Filmen mit Stop-Motion
- Kategorie:Stummfilm
- Liste von Filmen in VistaVision

## Serien
- Liste der erfolgreichsten Filmreihen
- Liste der längsten Fernsehserien
- Liste von Krimiserien
- Liste von Science-Fiction-Serien
- Liste der Harry-Potter-Filme
- Liste von Django-Filmen
- Liste der Tatort-Folgen
- Liste der Polizeiruf-110-Folgen
- Liste von ZDF-Samstagskrimis
- Liste der Herzkino-Filme
- Liste in der DDR gezeigter westlicher Fernsehserien
- Liste ungarischer Fernsehserien

## Länder und Orte

### Allgemeines
- Kategorie:Filmtitel nach Staat, mit Artikeln zu Filmen aus vielen Ländern
- Liste in der DDR gezeigter westlicher Filme
- Liste in der DDR gezeigter außereuropäischer Filme

### Deutschland

#### Übersicht
- Liste bedeutender deutscher Filme
- Liste deutscher Dokumentarfilme
- Liste deutscher Animationsfilme
- Liste in der DDR gezeigter westdeutscher Filme

#### Regionen
- Liste von Filmen mit Bezug zu Berlin
- Liste von Filmen mit Bezug zu Dortmund
- Liste von Filmen mit Bezug zu Hamburg
- Liste von Filmen mit Bezug zu München
- Liste von Filmen mit Drehort Münster und Münsterland
- Liste von Filmen mit Bezug zu Wuppertal

#### Deutschland bis 1948
- Liste der während der Zeit des Nationalsozialismus im Deutschen Reich uraufgeführten deutschen Spielfilme
- Liste der am höchsten prädikatisierten nationalsozialistischen Spielfilme
- Liste deutscher Dokumentarfilme aus der Zeit des Nationalsozialismus
- Liste der im Nationalsozialismus verbotenen Filme
- Liste in der DDR gezeigter deutscher Filme bis 1945
- Liste der unter alliierter Militärzensur verbotenen deutschen Filme

#### DDR
- Liste der DEFA-Spielfilme
- Liste von DEFA-Dokumentarfilmen
- Liste von Trickfilmen in der DDR
- Liste der Polizeiruf-110-Folgen
- Liste verbotener Filme in der DDR

### Weitere europäische Länder
Dänemark
- Liste von Literaturverfilmungen nach Autor (Dänemark)
- Liste in der DDR gezeigter skandinavischer Filme

Estland
- Liste estnischer Spielfilme

Finnland
- Liste in der DDR gezeigter skandinavischer Filme

Frankreich
- Prix du Syndicat Français de la Critique/Bester französischer Film

Grönland
- Liste grönländischer Filme

Großbritannien
- Liste in der DDR gezeigter britischer Filme

Italien
- 100 erhaltenswerte italienische Filme
- Liste von Filmen mit Bezug zu Venedig

Norwegen
- Liste von Literaturverfilmungen nach Autor (Norwegen)
- Liste in der DDR gezeigter skandinavischer Filme

Österreich
- Liste österreichischer Kinofilme
- Liste österreichischer Stummfilme
- Liste österreichischer Fernsehproduktionen

Polen
- Liste von Literaturverfilmungen nach Autor (Polen)

Portugal
- Liste der erfolgreichsten portugiesischen Filme
- Liste von Filmen mit Bezug zu Lissabon
- Liste von Filmen mit Bezug zu Porto
- Liste der Verfilmungen der Werke von Fernando Pessoa

Russland
- Liste von Filmen zu Lew Tolstoi

Schweden
- Liste in der DDR gezeigter skandinavischer Filme

Schweiz
- Liste Schweizer Filme, mit Listen zu einzelnen Jahrzehnten

Sowjetunion
- Liste sowjetischer Filme

Tschechien
- Filme der tschechischen Neuen Welle, in den 1960er Jahren

Ungarn
- Liste ungarischer Fernsehserien

Ukraine
- Liste der 100 besten Filme in der Geschichte des ukrainischen Kinos

### Nord- und Südamerika
USA
- Liste erfolgreicher Filme in den Vereinigten Staaten
- Liste von US-amerikanischen Märchenfilmen
- Liste in der DDR gezeigter US-amerikanischer Filme
- Liste der National-Lampoon-Filme

### Afrika
- Liste angolanischer Filme
- Liste algerischer Filme
- Liste burkinischer Filme
- Liste mosambikanischer Filme
- Liste namibischer Filme
- Liste senegalesischer Filme
- Liste tunesischer Filme
- Liste von Filmen über den Völkermord in Ruanda

### Asien und Ozeanien
- Liste von Literaturverfilmungen nach Autor (Australien)
- Liste chinesischer Trickfilme
- Liste syrischer Filme
- Liste vietnamesischer Filme

## Personen
Regisseure und Schauspieler
Zu jedem Filmregisseur und -Schauspieler gibt es eine  Liste seiner Filme im jeweiligen Artikel
- Bud-Spencer-und-Terence-Hill-Filme

Schriftsteller
Für viele Autoren gibt es eine Auflistung von Verfilmungen ihrer Werke in ihren Artikeln.
- Liste der Verfilmungen von Jane Austens Werken
- Liste der Adaptionen der Werke von Agatha Christie
- Verfilmungen von Werken Goethes
- Liste von verfilmten Werken H. P. Lovecrafts
- Liste der Verfilmungen der Werke von Fernando Pessoa
- Liste von verfilmten Werken William Shakespeares
- Liste der Verfilmungen der Werke von Georges Simenon
- Liste von Filmen zu Lew Tolstoi
- Liste der Verfilmungen von Jules Vernes Werken
- Edgar-Wallace-Filme

Personen der Zeitgeschichte
- Liste von Filmen zu Adolf Hitler
- Liste von Filmen zu Friedrich II. (Preußen)

## Produktionsfirmen
- 20th Century Studios/Filmografie
- A24/Filmografie
- Liste der Eigenproduktionen von Amazon
- Liste von Columbia-Pictures-Filmen
- Liste der Eigenproduktionen von Crunchyroll
- Liste der Disney-Filme
- Liste der Eigenproduktionen von Disney+ (Filme)
- Liste der Silly-Symphonies-Filme (Disney)
- Liste der Eigenproduktionen für HBO Max
- Liste von Hulu-Eigenproduktionen
- Liste der LEGO-Filme
- Liste von Netflix-Filmproduktionen
- Liste von Netflix-Serienproduktionen
- Liste der Pixar-Filme
- Liste der Eigenproduktionen für RTL+
- Liste der Searchlight-Pictures-Filme